# Церковь Троицы Живоначальной (Батайск)
Церковь Троицы Живоначальной (Троицкий храм) — православный храм в городе Батайске Ростовской области. Относится к Батайскому благочинию Ростовской-на-Дону епархии Русской православной церкви.

## История

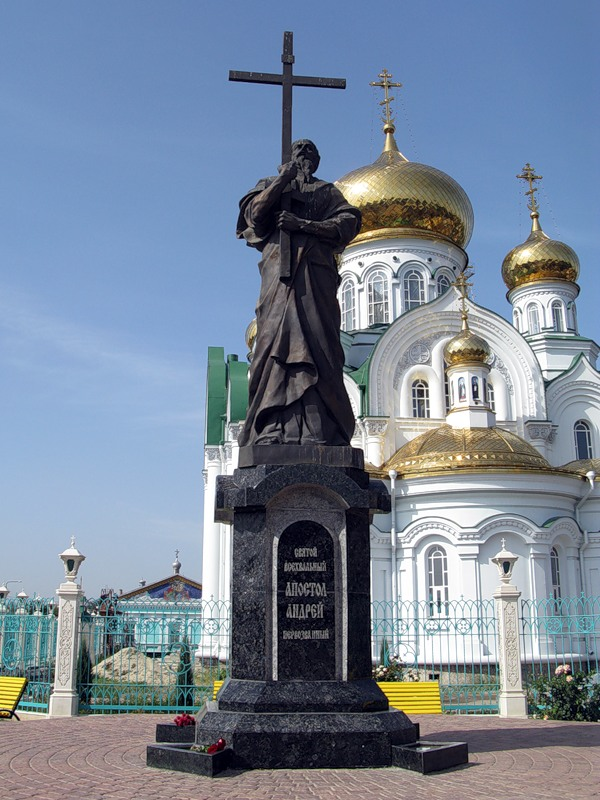
Памятник Андрею Первозванному

В 1854 году в Батайске на улице Азовской (ныне улица 50 лет Октября) был построен величественный пятиглавый Одигитриевский храм (храм Святой Одигитрии), который по своим масштабам не уступал современному Ростовскому кафедральному собору. На церковном подворье располагались две школы, богадельня, трапезная. В 1937 году храм был разрушен. В довоенные годы остатки храмового здания использовались в качестве тюрьмы. Во время Великой Отечественной войны, когда Батайск был оккупирован, на месте разрушенного храма находился окруженный колючей проволокой лагерь военнопленных.
После окончания войны на фундаменте храма был построен лицей, рядом — кинотеатр, а в конце 1980-х годов, когда в СССР началась перестройка, на бывшей церковной территории решили построить новый храм. Жители Батайска обратились к городским властям с просьбой отдать кинотеатр под православный храм. Община получила здание кинотеатра и переоборудовала его под церковь — так в 1991 году началось возрождение храма, который назвали Свято-Троицким, а один из его престолов Одигитриевским.

Старое здание церкви
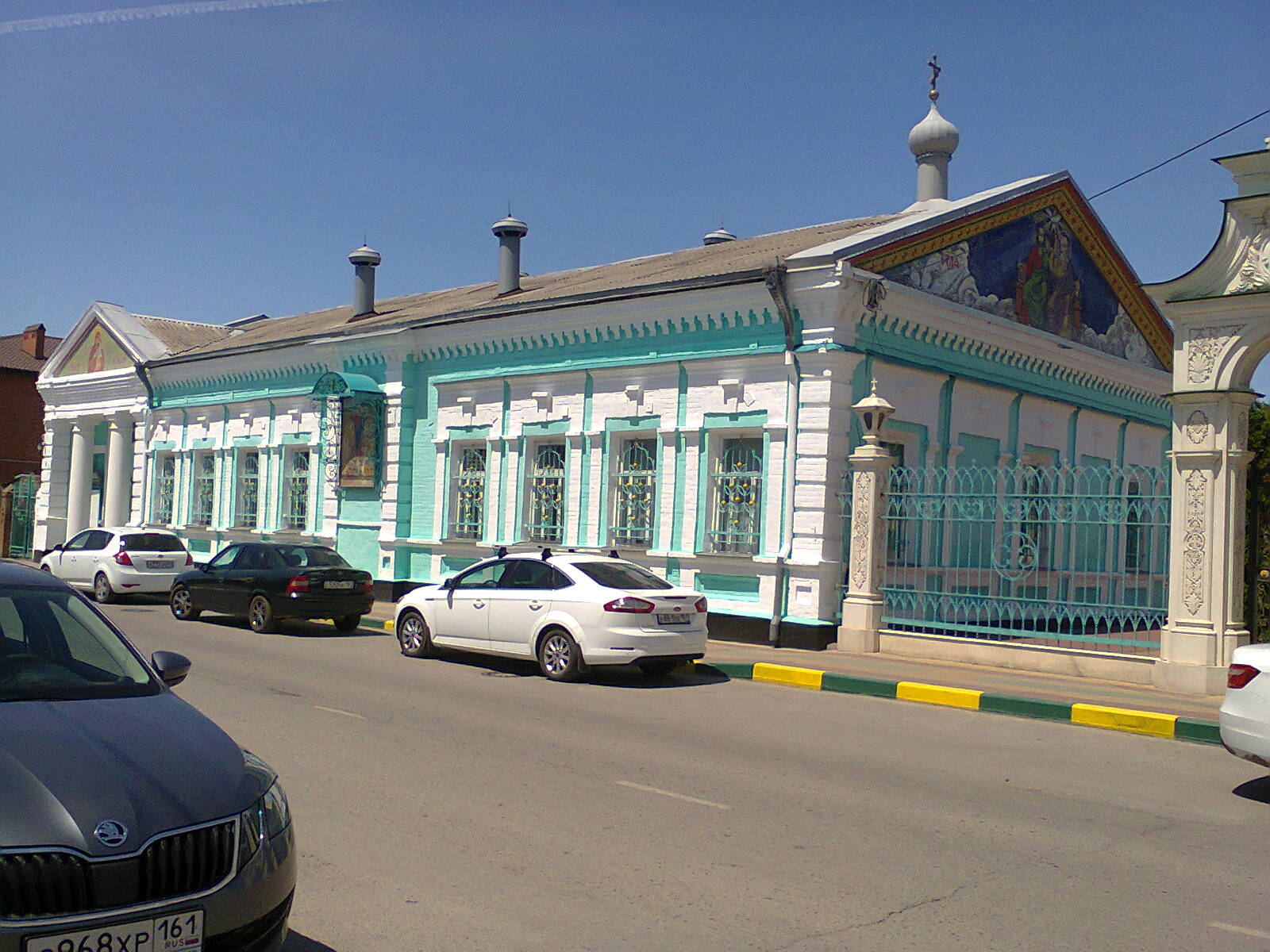
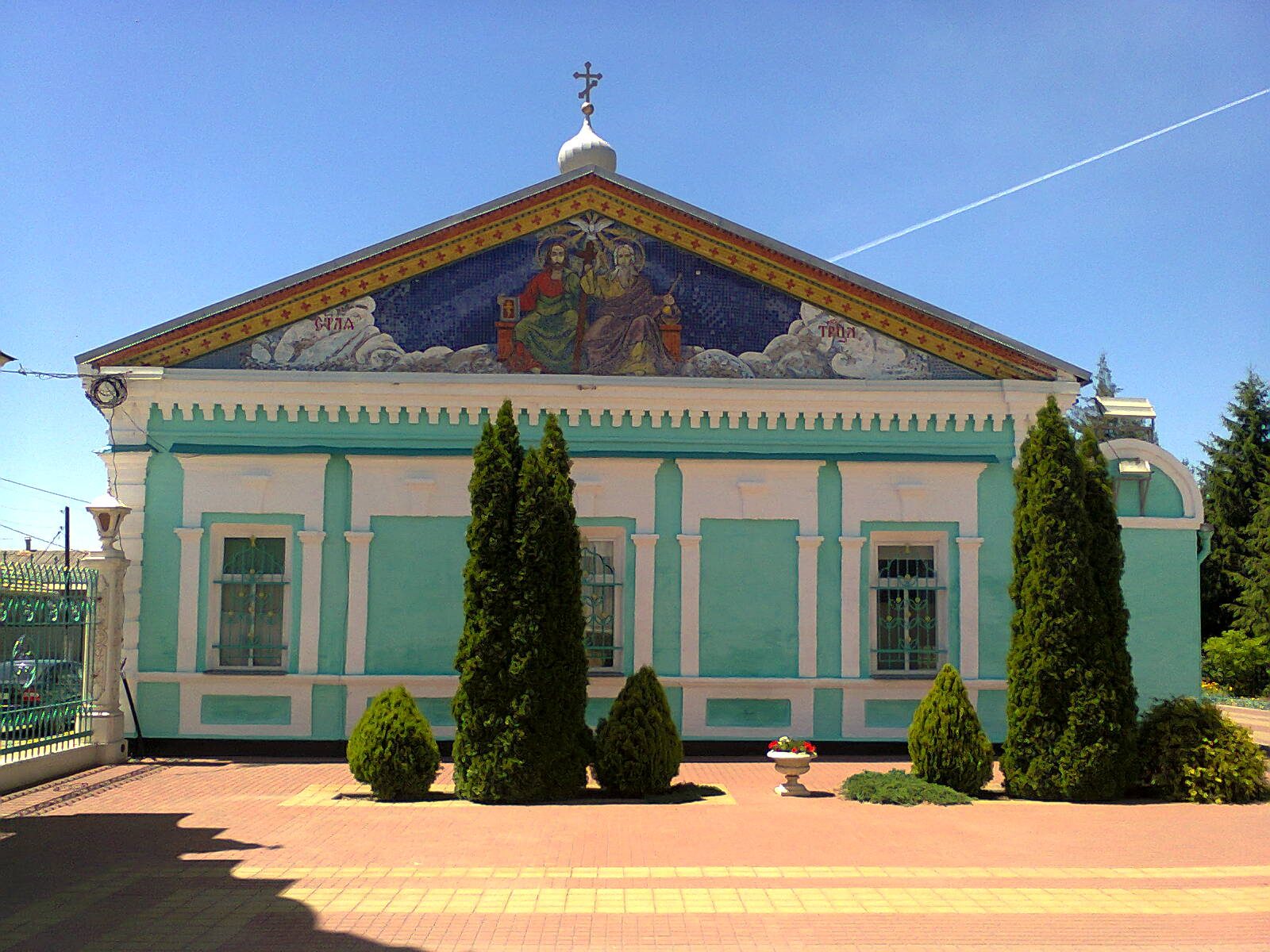
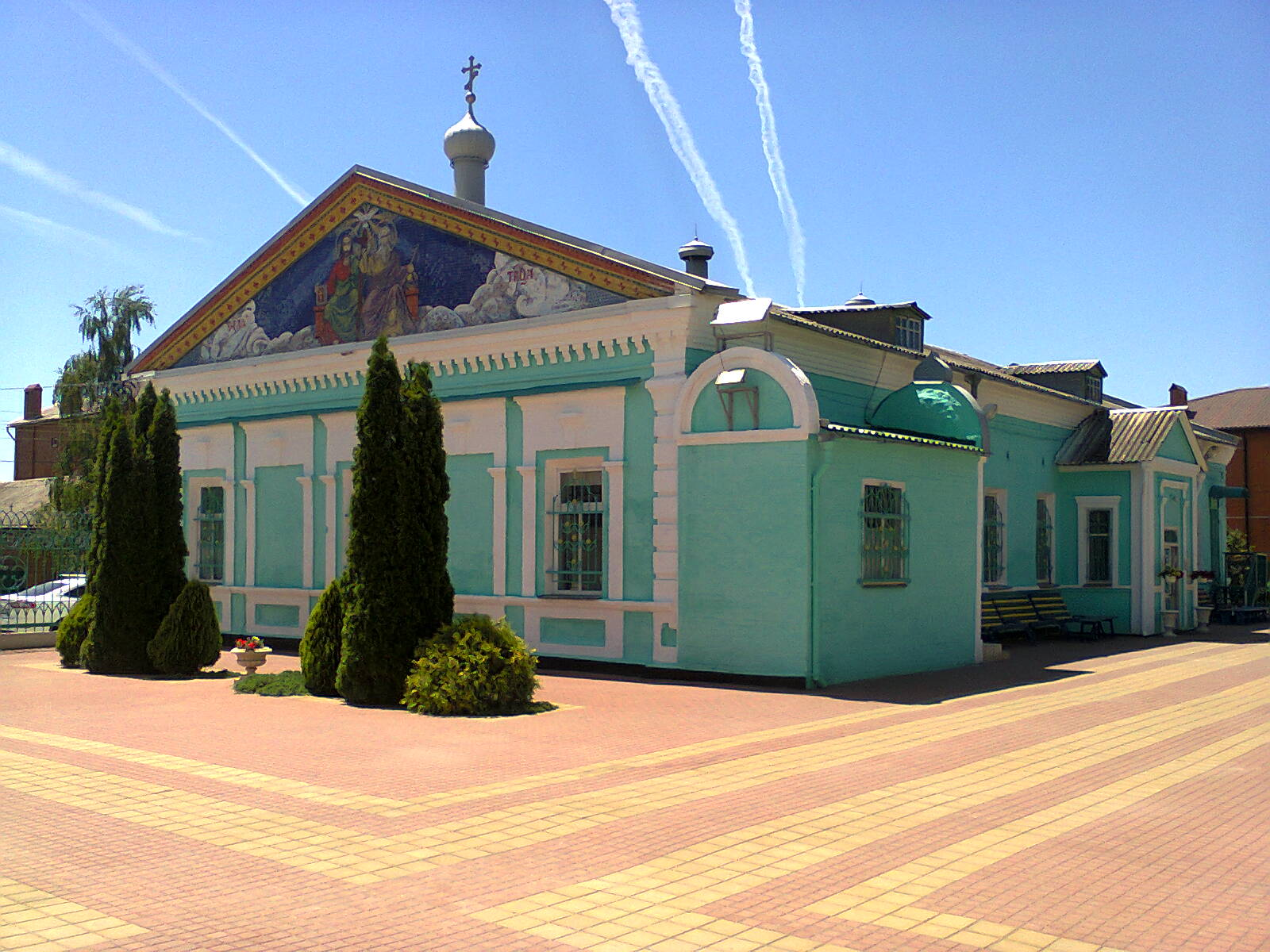

Строительство Свято-Троицкого храма началось в сентябре 2000 года. В 2003 году были установлены два купола с крестами и башенные часы на колокольне, а на площади перед строящимся храмом — памятник Святому апостолу Андрею Первозванному, открытие и освящение которого состоялось 27 сентября 2003 года. Автор памятника — заслуженный художник РФ, скульптора С. М. Исаков. Памятник был установлен на средства Благотворительного Фонда Святителя Николая Чудотворца. Церемонию его освящения возглавил архиепископ Ростовский и Новочеркасский Пантелеимон.
В 2006 году одновременно с возведением храма было начато строительство нового здания для школы. В 2008 году были оштукатурены стены и своды, установлена ограда; в 2009 году выполнялись внутренние отделочные работы.
Окончательно Троицкий храм был построен в 2013 году, став украшением города Батайска. На архитектурном конкурсе-смотре «Прометей-2007» в городе Ставрополе, он был признан самым красивым строящимся культовым зданием Юга России.

Фотогалерея
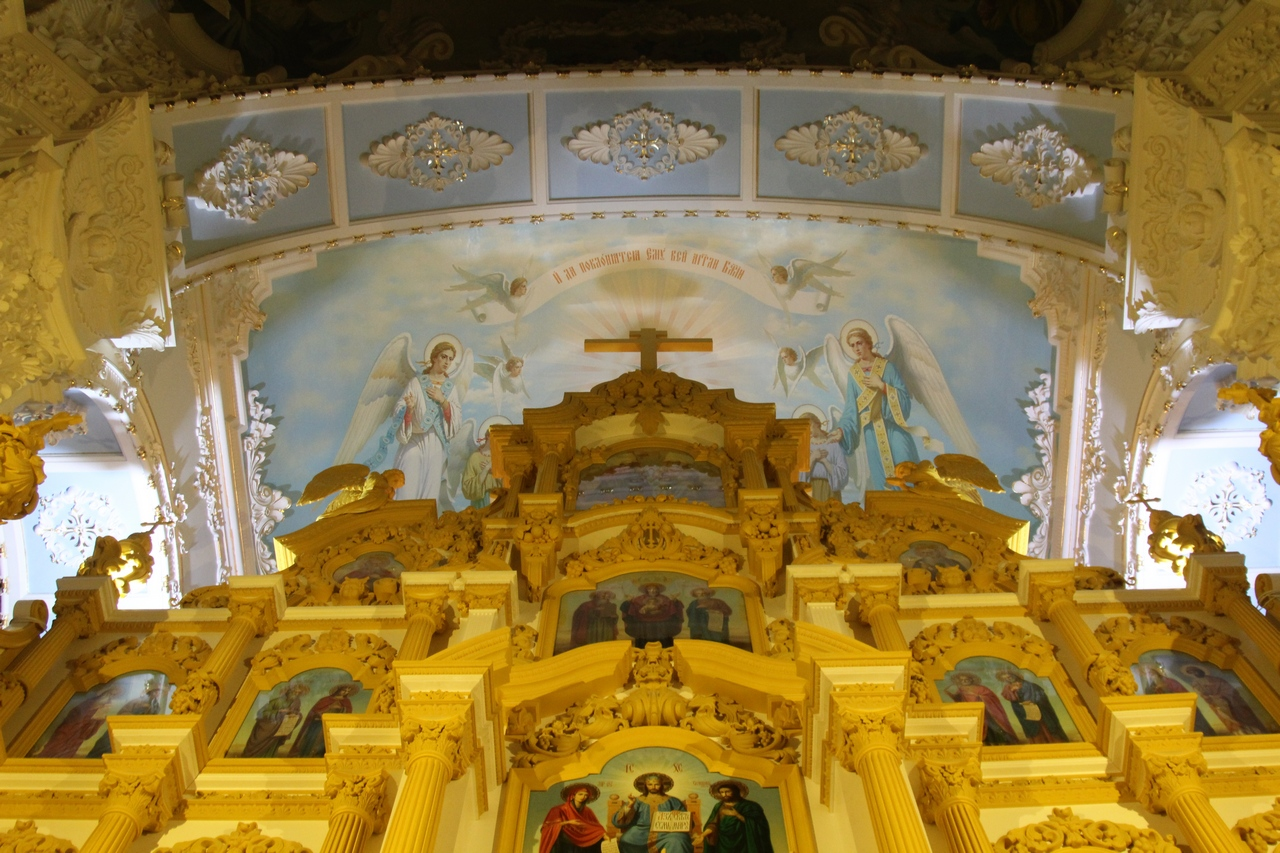
Иконостас и роспись над алтарем
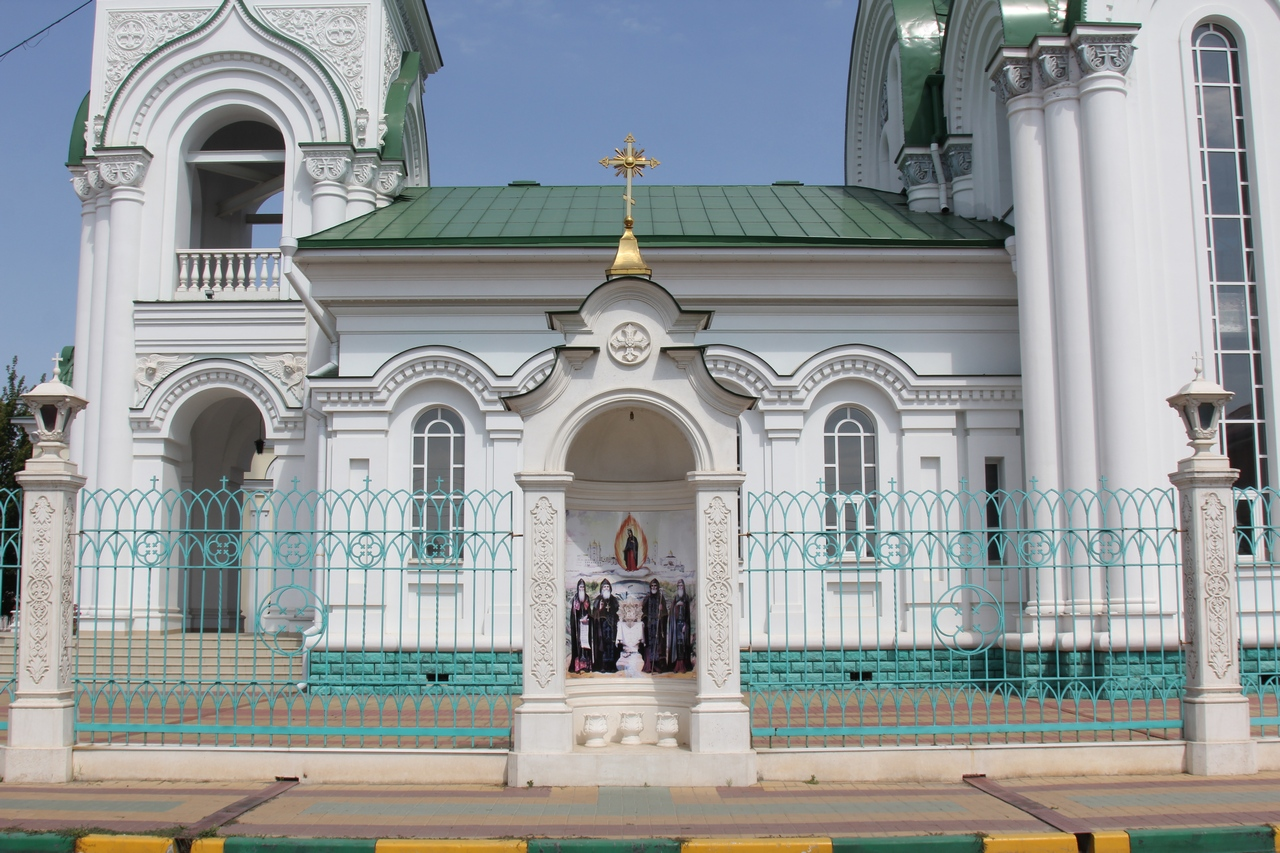
Часовня с иконой Почаевских святых
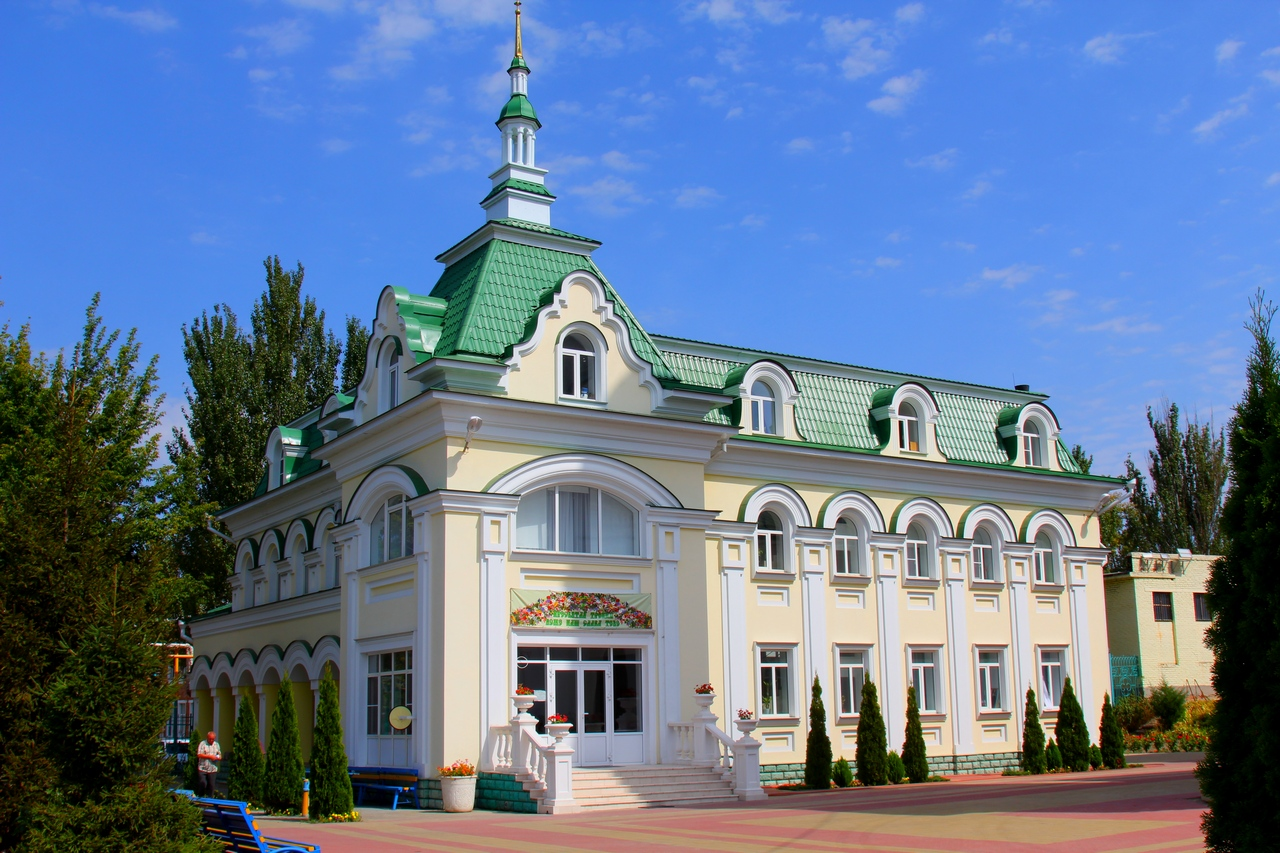
Учебно-административный корпус